# 한국일 (신학자)
한국일(韓國一, Han, Kook il, 1955년 5월 15일 - )는 대한민국의 신학자이며 교수이다. 장로회신학대학교 신학과에서 선교학 교수를 역임하고 은퇴하였다. 선교학과 공적신학의 전문가로 평가받는다. 대표적 저서로는 『세계를 품는 선교. 선교중심주제』, 장로회신학대학교출판부(2004), 『세계를 품는 교회. 통전적 선교신학』, 장로회신학대학교출판부(2010), Mission und Kultur in der deutschen Missionswissenschaft, MWE.NF Band 27, Neuendettelsau (2010), 선교적 교회 이론과 실제(2016, 2019 개정증보)가 있다.

## 학력
- 장로회신학대학교 기독교교육학(B.A)
- 장로회신학대학교신학(M.Div)
- 장로회신학대학교역사신학(Th.M)
- 뮌스터 대학교  조직신학과 역사신학
- 하이델베르크 대학교 (Dr. Theol.)

## 활동
- 1978-1982년 서소문교회 교육전도사
- 1983년 임마누엘 전임전도사
- 1984-1988년 성민교회 전임 전도사 및 목사
- 1985 대한예수교장로회(통합) 목사 안수
- 1988-1997 독일 유학. 뮌스터 대학교. 하이델베르크 대학교
- 1997-2001 산본푸른교회 담임목사
- 1998-2000 영남신학대학교 교수(선교학)
- 2001-2020 장로회신학대학교 교수(선교학. 에큐메닉스)
- 2020 장로회신학대학교 은퇴교수
- 현재 가정교회마을연구소 공동소장

## 생애
한국일 교수는 장로회신학대학교에서 기독교교육학(B.A)과 신대원에서 M.Div. 역사신학(Th.M)을 공부하고 목회현장에서 10여년간 사역 한 후 신학을 더 공부하기 위해 1988년 독일로 유학을 떠났다. 처음에 뮌스터 대학교에서 조직신학과 역사신학을 공부한 후 하이델베르크 대학교에서 선교학을 전공하고 순더마이어(Th. Sundermeier) 교수의 지도로 신학박사 학위(Dr. Theol.)를 취득하였다. 귀국 후 개척교회인 산본 푸른교회에서 4년간 목회하였으며, 같은 기간에 영남신학대학교에서 선교학 교수로 재직하였다. 2001년부터 현재까지 장로회신학대학교에서 선교학 교수로 재직 중에 있으며 한국선교신학회 회장을 역임하였다. 선교학 분야에서 선교신학, 선교와 문화, 종교, 에큐메니칼 선교, 공적 신학을 주 관심사로 연구하고 가르치고 있으며, 최근에는 지역교회 사례 연구를 통해 한국교회적 관점에서 선교적 교회론을 정립하며 지역을 중심으로 선교적 교회운동을 확산하는데 연구와 실천적 노력을 기울이고 있다.

## 저서
- 『세계를 품는 선교. 선교중심주제』
- 장로회신학대학교출판부(2004)』
- 『세계를 품는 교회. 통전적 선교신학』, 장로회신학대학교출판부(2010)
- 『Mission und Kultur in der deutschen Missionswissenschaft』, MWE.NF Band 27, Neuendettelsau (2010),
- 『선교적 교회 이론과 실제』 (2016, 2019 개정증보)

## 공저
- 선교학 개론, 한국선교신학회 엮음, 대한기독교서회, 2001
- 21세기 신학의 학문성, 서울: 장로회신학대학교 대학원 편집위원회 편, 2003, 319-344
- 21세기 한국교회의 에큐메니칼 운동. 서울: 대한기독교서회, 2008, 61-73
- 공적 신학과 공적 교회, 서울: 킹덤북스, 2010, 167-222
- 이주민 선교와 신학, 서울: 한국장로교출판사,2011. 9
- 평신도 지침서(서울:한국장로교출판사, 2011
- "에큐메니즘 A에서 Z까지: WCC 제10차 부산총회를 위한 필수 지침서, 서울: 대한기독교서회, 2012. 2.28, 19-31; 215-235
- “북한선교 어떻게 할 것인가?”. 서울: 굿타이딩스, 2013. 4, 211-282
- 참스승. 인물로 보는 한국 기독교교육사상. 새물결플러스, 2014. 7.31
- 한국교회와 세계선교. 세계교회협의회 WCC 제10차 부산총회 마당 워크샵. 서울: 장로회신학대학교 세계선교연구원편, 2014.3.21
- 생명선교와 협동조합. 대한예수교장로회총회. 2015
- 하나님 나라와 지역교회. 공적신학과 교회연구소편. 서울: 킹덤북스,  2015
- 선교적 교회와 한국교회. 한국선교신학회편. 서울: 대한기독교서회.  2015
- 다음세대 신학과 목회. 공동연구. 장로회신학대학교출판부, 2016
- 널다리골을 넘어 세계로. 여성평신도운동 신학화 연구집, 여전도회전국연합회편(서울: 한국장로교출판사, 2017), 179-216
- 한국교회의 공적신학. 전국은퇴목사회(서울: 전국은퇴목사회, 2016)
- 복음과 하나님 나라(서울:전국은퇴목사회, 2018)
- 협동조합운동과 마을목회(서울:나눔사, 2018)
- 마을교회 마을목회. 총회한국교회연구원 마을목회시리즈1(서울: 한국장로교출판사, 2018)
- 마을목회개론.총회한국교회연구원(서울:한국장로교출판사, 2020)
- 류영모 외 지음, 공적복음과 공공신학(서울: 킹덤북스, 2021),
- 교회건물의 공공성. 노영상 편집. 서울: 쿰란출판사, 2021
- 전세대와 소통하는 선교적 교회 교육, 김도일외 10명 (서울: 동연. 2022)
- 선교적 목회 길잡이. 황홍렬 편집. 서울: 동연, 2022.
- 근본주의와 신앙. 가스펠투데이 2023
- 일과 소명 예설 2023
- 문명전환기에 선 교회의 변화 서울: 동연 2023
- 마을목회의 유형별 사례와 신학적 성찰: 기독교서회 2024

## 편집
- 마을목회 유형별 사례와 신학적 성찰, 대한기독교서회 2024
- Maeul Ministry in Urbah Korea, 2024. Oxford: Regnum

## 같이 보기
- 대한민국의 신학자 목록
- 장로회신학대학교